# گانگستر (فیلم ۱۹۹۴)
«گانگستر» (انگلیسی: Gangster) یک فیلم با بازی دو آناند و مامتا کولکارنی است.